# Consiglio regionale della Franca Contea
Il Consiglio regionale della Franca Contea (in francese Conseil régional de Franche-Comté) è stata l'assemblea deliberativa della regione francese della Franca Contea fino al 31 dicembre 2015, in seguito all'annessione della regione alla Borgogna per formare la nuova regione  Borgogna-Franca Contea.
Era composto da 43 membri e aveva sede a Besançon, nei locali dell'ex hotel Castan acquisito nel 1982 e negli edifici adiacenti all'ex istituzione Saint-Jean che si affacciano su place Castan.
L'ultima presidente è stata Marie-Guite Dufay (PS), eletta il 28 marzo 2004, oggi presidente del consiglio regionale della Borgogna-Franca Contea.